# Pyrrhogyra tiphus
Pyrrhogyra tiphus är en fjärilsart som beskrevs av Carl von Linné 1758. Pyrrhogyra tiphus ingår i släktet Pyrrhogyra och familjen praktfjärilar. Inga underarter finns listade.